# Adolf Ruthardt

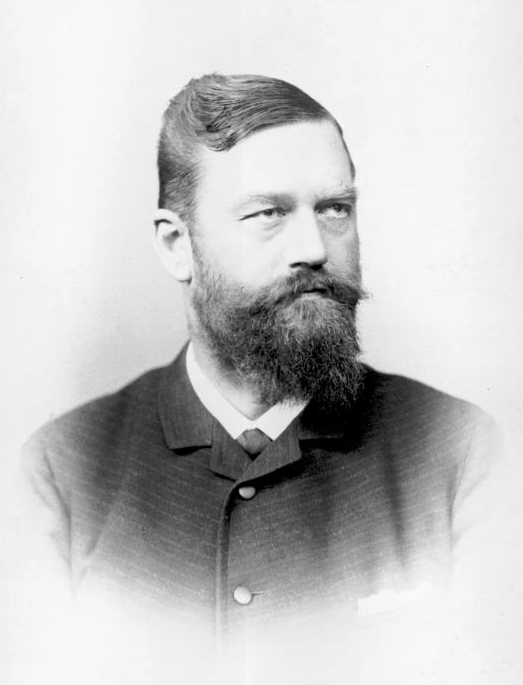
Adolf Ruthardt, 1889

Adolf Ruthardt (* 9. Februar 1849 in Stuttgart; † 12. September 1934 in Leipzig) war ein deutscher Pianist, Komponist und Herausgeber zahlreicher Klassikerausgaben für die Edition Peters.

## Leben
Ruthardt wuchs in einem musikalischen Elternhaus auf, sein Vater war der Oboist Friedrich Ruthardt (1800–1862). Sein Bruder Julius Ruthardt (1841–1909) wurde Geiger und Komponist. Ruthardt studierte von 1864 bis 1868 am Konservatorium in Stuttgart bei Sigmund Lebert, Ludwig Stark, Immanuel Faißt und Wilhelm Speidel. Danach wechselte er als Klavierpädagoge nach Genf und blieb dort bis 1885. Nebenbei schrieb er Artikel für Zeitschriften wie das Musikalische Wochenblatt. Seit 1886 unterrichtete er als Klavierlehrer am Leipziger Konservatorium, wo er 1910 zum Königlichen Professor ernannt wurde. 1914 trat er in den Ruhestand. Sein Nachfolger wurde Carl Adolf Martienssen. Daneben war er einige Jahre Musikredakteur des „Leipziger Tageblatts“. Unter seinen Schülern befanden sich auch Curt Beilschmidt, Houston Stewart Chamberlain, Joseph Haas, Friedrich Klose und Max Ernst Unger.
Seine Werke sind heute weitgehend vergessen. Ruthardt schrieb, mit einer Ausnahme, Werke für Klavier oder Klavier zu 4 Händen. Neben seiner Komponistentätigkeit war er Autor mehrerer Bücher über das Klavier und das Klavierspiel. Sein Wegweiser durch die Klavier-Literatur, dessen Herausgabe er von Johann Carl Eschmann übernommen hatte, erschien zwischen 1888 und 1925 in acht Auflagen. Die Schule der Claviertechnik von Carl Eschmann-Dumur legte er in autorisierter deutscher Übersetzung vor. Zuletzt lebte er in der Scheffelstraße 35 in Leipzig-Connewitz.
Walter Niemann schrieb 1913 über Ruthardts Kompositionen:
„Seine vielen Spezial-Etüdenwerke gehören zu den besten und verbreitetsten unserer Zeit, weil er die seltene Kunst versteht, den prosaischen Zweck technischer Förderung hinter poetischem und geistreichem Inhalt zu verstecken. So geschickt, dass ihrer viele – […] – zugleich schöne Charakterstücke von poetischer Inspiration darstellen,“
Als Herausgeber zahlreicher Klavierwerke berühmter Komponisten für die Edition Peters ist er bis heute im Gedächtnis geblieben. Seine Ausgaben, die heute weitgehend durch Urtextausgaben ersetzt sind, waren mit genauestem Fingersatz versehen, der den älteren Stand der Pianistik und Klavierpädagogik widerspiegelte, aber Generationen von Klavierspielern, besonders den Laien, eine große Hilfe war.
Alfred Brendel schreibt, bezogen auf die damals übliche Praxis der Herausgeber, den Notentext aufgrund persönlicher Interpretationen zu verändern, ohne dies in irgendeiner Weise kenntlich zu machen:
"Jede Herausgabe älterer Werke war […] Bearbeitung. Bülow „korrigierte“ Beethoven. Adolf Ruthardt, weder als Komponist noch als Virtuose noch als musikalischer Denker noch als Traditionshüter befugt, verwandelte jedes Meisterwerk, das er betrat, in einen Augiasstall."

## Werke

### Kompositionen
Wenn nicht anders angegeben wurden die Werke für Klavier komponiert. Die Jahreszahlen beziehen sich auf das Jahr der Erstveröffentlichung.
- Op. 4 – Menuet, 1872
- Op. 6 – Romance, 1874
- Op. 7 – 3 Klavierstücke, 1873
- Op. 9 – Stelldichein – Fantasiebild, 1871
- Op. 11 – 6 Stücke zum Vortrag für die klavierspielende Jugend in fortschreitender Stufenfolge, 1883
- Op. 14 – 6 Praeludien, 1883
- Op. 15 – 2 Praeludien und Fugen, 1883
- Op. 16 – Nordisches Ständchen, 1884
- Op. 17 – 3 Rondos (von leichter Ausführbarkeit), 1883
- Op. 18 – 2 Melodies intimes, 1883
- Op. 20 – La Soirée dansante, 1883
- Op. 21 – 6 Walzer, 1883
- Op. 24 – Introduction et Scene de Bal, 1886
- Op. 25 – Ballade vom Rhein, 1886
- Op. 27 – Schritt für Schritt für Klavier zu vier Händen, 1887
- Op. 28 – Gavotte, 1887
- Op. 29 – Scherzo-Idylle, 1886
- Op. 30 – Gedenkblätter für Klavier zu vier Händen, 1887
- Op. 31 – Sonata quasi Fantasia, 1888
- Op. 32 – Variationen zum Unterricht für die Mittelstufe, 1893
- Op. 33 – 3 Fantasiebilder für Klavier zu vier Händen, 1889
- Op. 34 – Trio für Piano, Oboe und Viola, 1890
- Op. 35 – 6 Ländler, 1893
- Op. 36 – 2 Sonatinen (in C and G), 1895
- Op. 37 – 2 Sonatinen (in F and C), 1925
- Op. 40 – Triller-Studien, 1902
- Op. 41 – Octaven-Studien, 1902
- Op. 42 – Tonleiter-Etüden, 1903
- Op. 43 – 15 Präludien – Studien polyphonen Stils, 1903
- Op. 44 – Eine Elementar-Klavierschule ohne Text, 1903
- Op. 45 – 15 Studien in gebrochenen Akkorden, 1905
- Op. 46 – Praeludium und zweistimmige Fuge, 1905
- Op. 47 – Minuet für Klavier linke Hand, 1905
- Op. 48 – 12 Studien, 1905
- Op. 49 – 14 Geläufigkeits-Etüden für Klavier, 1906
- Op. 50 – 10 Etüden, 1906
- Op. 51 – 6 Vortragsstücke, 1906
- Op. 52 – Sommer-Idyllen, 1906
- Op. 53 – Terzen-Etuden, 1906
- Op. 54 – Sexten-Etuden, 1907
- Op. 55 – Die ersten Vortragsstücke für Klavier zu vier Händen
- Op. 56 – 8 Pedal-Studien, 1907
- Op. 57 – 4 Sonatinen, 1909
- Op. 58 – Die wichtigsten täglichen Übungen
- Op. 59 – Rhythmische Etuden, 1909
- Op. 60 – Militärische Suite, 1910
- Op. 61 – Poetische Studien für die Jugend
- Op. 62 – Studien und Stücke für die KLavier linke Hand, 1925?
- 6 Aquarelles, 1873
- Dur und Moll, 1873
- Polka-caprice, 1873
- Idylle, 1894
- Vorschule zu Louis Köhler’s Etüden-Album, 1891
- Lehrer und Schüler – Praktischer Lehrgang des vierhändigen Klavierspiels beim ersten Unterricht, 1893

### Bücher
- Das Clavier. Geschichtlicher Abriss des Ursprungs, sowie der Entwicklung des Styls und der Technik dieses Instruments, 1888
- Chormeister-Büchlein. Eine Sammlung 41 kurz gefasster Biographien (m. Portr.), 1890
- Wegweiser durch die Literatur des Männergesanges, 1893
- Wegweiser durch die Klavier-Literatur, 3. (1888) – 10. (1925) Auflage